# Габяші Султан Хасанович
Султан-Ахмед Хасанович Габяшев (башк. Солтан Хәсән улы Ғәбәши, Солтанәхмәт Хәсәнғата улы Ғәбәши, тат. Солтан Хәсән улы Габәши, нар. 1 травня 1891, с. Малий Сулабаш, Казанська губернія (нині Високогірський район, Республіка Татарстан) — 8 січня 1942, с. Челкаково, Бураєвський район, Башкирська АРСР) — башкирський і татарський композитор, педагог і музично-громадський діяч, діяч башкирської і татарської музичної освіти. Член Спілки композиторів СРСР (з 1940 року).

## Біографія
Султан Габяші народився в сім'ї відомого релігійного і громадського діяча Хасан-Гата Габяші.
Навчався в медресе «Усманія». У 1908–1914 роках навчався в Уфимському реальному училищі і медресе «Галія». У 1915 році разом з батьками повернувся в Казань. Склавши екстерном іспити, вступив в Казанський університет на юридичний факультет. Поряд з навчанням в університеті займається викладацькою діяльністю. У 1918–1922 роки працює викладачем піхотних командних курсів в Казані і викладачем мусульманських педагогічних курсів (згодом Педагогічний технікум), працює завідувачем філії Східної консерваторії і викладає елементарну теорію музики і хорового співу.
Творчу діяльність Султан Габяші почав в 1909 році з участі в музично-літературних вечорах в Уфі і продовжив після переїзду в Казань. Перші ж твори композитора — інструментальні п'єси, романси і пісні, захоплюють мелодійним багатством музичної мови, цікавими ладо-гармонійними знахідками і дали автору велику популярність. Звертався С. Габяші і до дуже популярного на початку століття, але не менш нового для татарських слухачів жанру мелодекламації.
17 березня 1917 року татарською драматичною трупою «Сайяр» була поставлена драма Гаязи Ісхаки «Зулейха» — перший в історії татарського театру драматичний твір зі спеціально написаною музикою, автором якої був Султан Габяші. Композитор назвав її «музично ілюстрованою драмою», де музичні номери виконувалися оркестром під керуванням автора. Успіхом цього починання у глядачів стали відгуки в газетах як «нового явища в татарському мистецтві». Широкий резонанс серед глядачів отримала і вийшла в 1918 році музична драма «Тахір і Зухра» Ф. Бурнаша. Всього за 1916–1928 роки С. Габяші склав музику до 12 драматичних творів, поставлених на сцені татарського драматичного театру.
У співавторстві з Г. С. Альмухаметовим і В. І. Виноградовим працював над створенням і постановкою перших татарських опер «Санія» (лібрето Фатіха Амірхана, 1925) і «Ешче» («Робочий», лібрето Мажита Гафурі, 1930), а також «Урочистий марш» для симфонічного оркестру (1929), присвяченого 10-річчю утворення Башкирської АРСР та інших.
З 1931 року жив в Уфі, працював науковим співробітником Башкирського НІІ національної культури, одночасно займався композиторською та педагогічною діяльністю в Башкирському технікумі мистецтв. З 1936 року був співробітником Управління у справах мистецтв при РНК Башкирської АРСР. З 1941 року викладав в Челкаковській середній школі.
Габяші стояв біля витоків професійного музичного мистецтва Башкортостану і Татарстану, активно брав участь у створенні Башкирського відділення Спілки композиторів СРСР. У 1930-ті роки спільно з А. С. Ключарьовим брав участь в комплексних музично-етнографічних експедиціях по Башкирській АРСР, де було записано і нотовано 50 башкирських народних пісень, що увійшли до збірки «Башҡорт халҡ йирҙари» (1935; «Башкирські народні пісні»). Брав участь в складанні навчальної програми «Башланғис мәктәптәр өсөн музиканан програма» («Програма з музики для початкових шкіл», 1933; спільно з Хабібуллою Ібрагімовим і І. В. Салтиковим).

## Сім'я
Син Султана Габяші — Рустем Габяші, вчений-археолог.

## Твори
Серед творів Габяші — музика до вистав «Хамза», «Буз'егет» (башк. Буҙъегет «Фаткулла Хазрет», «Боротьба за трон», «Сини землі» (Хаді Такташов), «Юсуф і Зулейха», «Шах Аббас» і інші; пісні «Кәкук» («Зозуля», слова народні), «Курай» для хору акапелла (вірші Хая Мухамедьярова); «Вальс», «Полька», «Марш „Яналіф“ для симфонічного оркестру», «Марш» для фортепіано та інші; переклад лібрето опери Джакомо Пуччіні «Мадам Батерфляй» і інші.
Книги
- Башкирські народні пісні. — Уфа, 1935 (башкирською мовою).

## Пам'ять
Іменем Султана Габяші названа вулиця в Приволзькому районі м. Казань, Республіка Татарстан.